# PGE Polska Grupa Energetyczna

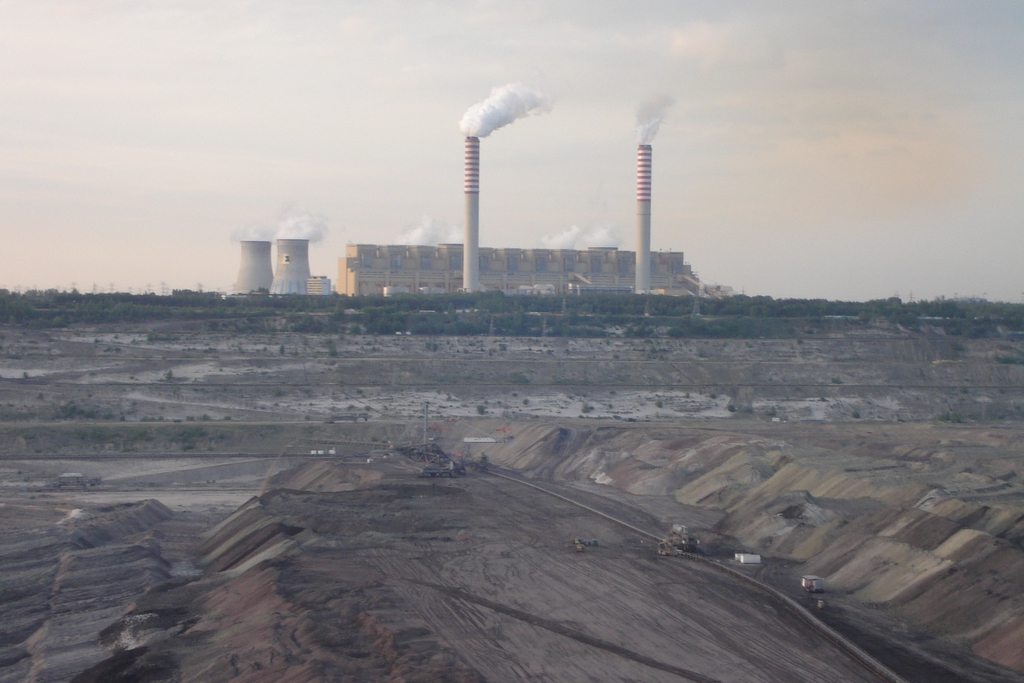
Elektrárna Bełchatów vlastněná skupinou PGE.

PGE Polska Grupa Energetyczna S.A. (PGE SA či PGE Group (v překladu Polská energetická skupina) je z většiny státem vlastněná energetická společnost v Polsku. K lednu 2020 polský stát vlastnil 57,39% podíl v této společnosti. Je největším distributorem energie v této zemi a orientuje se zejména na těžbu a spalování uhlí. Jde o třetího největšího emitora skleníkových plynů v Evropské unii.

## Činnost
PGE provozuje dva lignitové povrchové lomy a více než 40 elektráren, například elektrárnu Bełchatów. Z většiny jde o elektrárny spalující lignit a černé uhlí. Skupina PGE zahrnuje řadu jednotlivých distribučních a provozních společností. Projekty této skupiny jsou, krom možných dalších zdrojů, financovány bankou mBank (k r. 2020)